# Derek Walcott Square

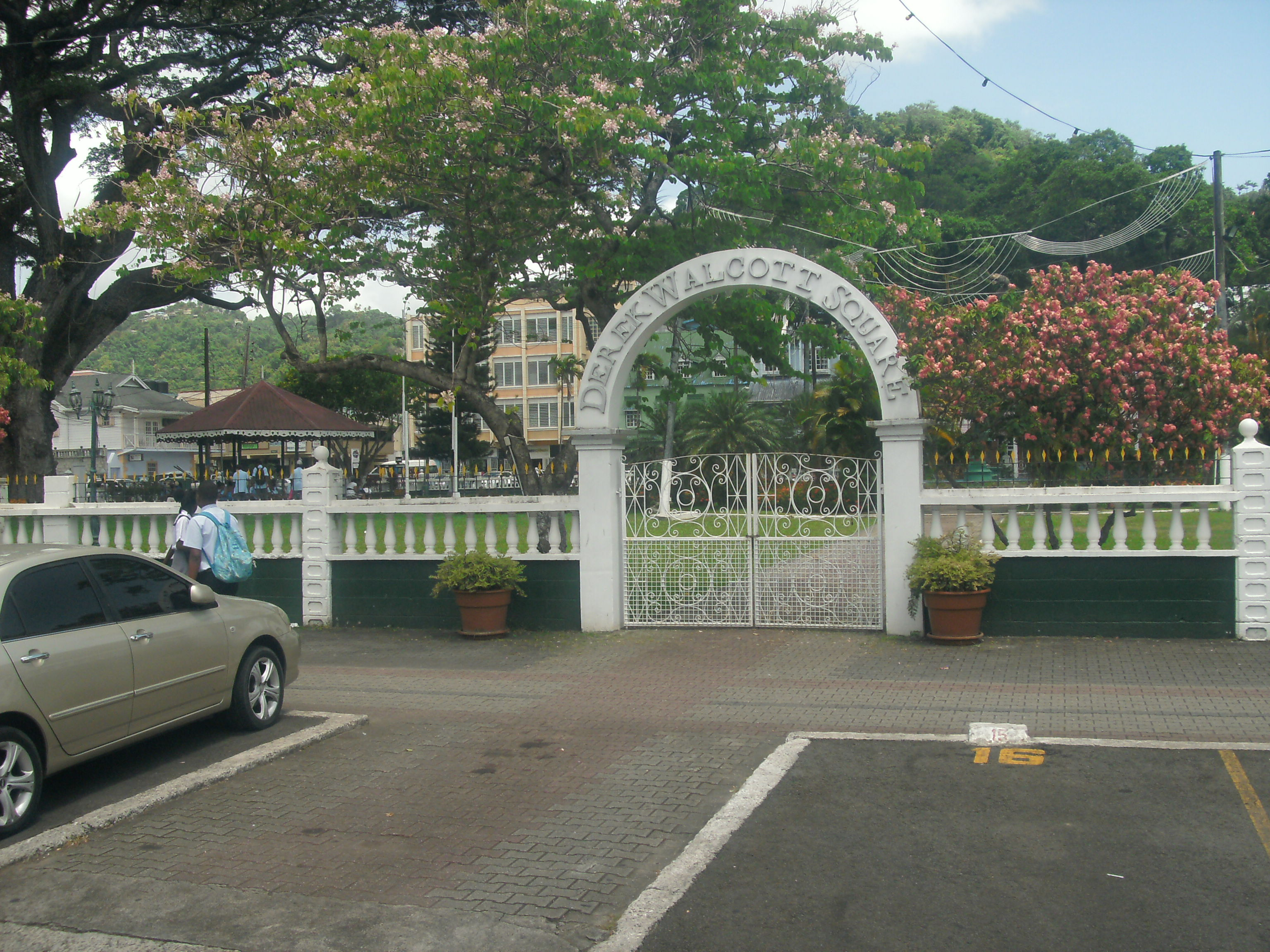
Blick auf Derek Walcott Square von Micoud Street.

Derek Walcott Square ist ein Platz und eine Grünfläche im Zentrum von Castries, St. Lucia.

## Name

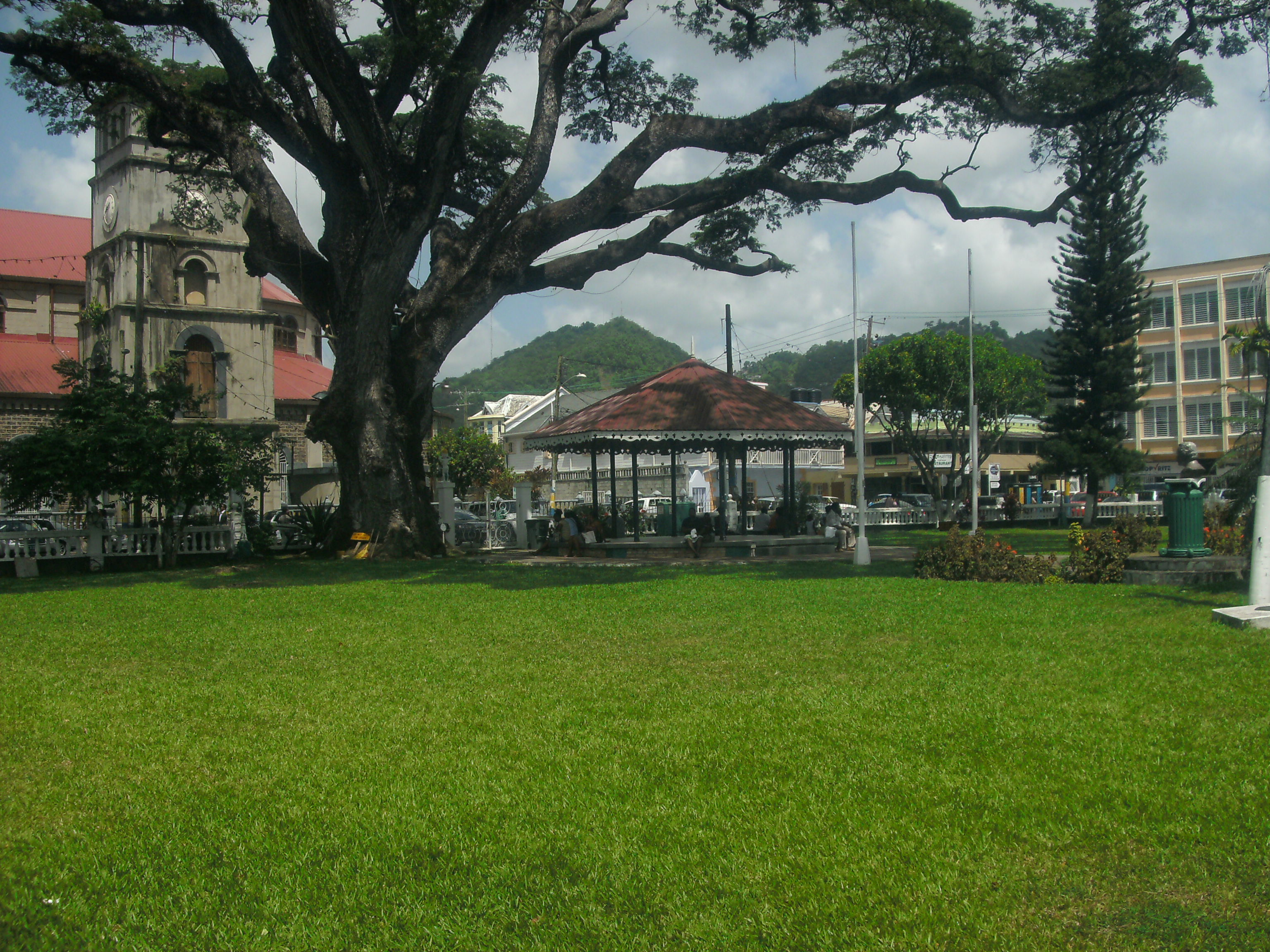
Bandstand (Orchestertribüne) am Derek Walcott Square.

Ursprünglich hieß der Platz Place d'Armes. Er wurde mehrfach umbenannt: Promenade Square und 1892 Columbus Square. 1993 wurde er zu Ehren des Schriftstellers Derek Walcott umbenannt, der 1992 den Nobelpreis für Literatur erhalten hatte.

## Geographie
Der Platz liegt im Zentrum der Stadt, nur wenige Meter nördlich des Castries River. Er wird begrenzt von den Straßen Bourbon Street, Brazil Street, Laborie Street und Micoud Street. An der Nordost-Ecke, der Kreuzung von Micoud und Bourbon Street, steht die Castries Central Library, während die
Kathedrale von Castries die Ostseite des Platzes dominiert. Von dort erstrecken sich in der Verlängerung nach Norden auch Regierungsgebäude mit dem Constitution Park und dem Bideau Park.
Die Grünfläche des Parks wird durch vier Wege in gleich große Rechtecke aufgeteilt. Auf dem westlichen Weg und im Zentrum stehen zwei Denkmäler, während unter großen Bäumen im Ostteil ein Orchesterpavillon Platz bietet.